# Sallingstadt
Sallingstadt ist eine Ortschaft und eine Katastralgemeinde der Gemeinde Schweiggers im Bezirk Zwettl in Niederösterreich.

## Geschichte
Die erste urkundliche Erwähnung als Seligenstat (mit Bezug auf Stätte, also keine Stadt) ist am 21. Dezember 1268 nachgewiesen, spätestens 1350 gab es eine selbständige Pfarre. Der Ort litt in den Kriegen Kaiser Rudolfs gegen König Ottokar (1276–1278), den Hussitenkriegen (1419–1436) und dem Dreißigjährigen Krieg (1618–1648). Von 1621 bis 1783 gehörte die Pfarre Sallingstadt zur Pfarre Großglobnitz. 1898 wurde die Freiwillige Feuerwehr gegründet, die bei einem Großbrand 1900 ihre erste Bewährungsprobe bestehen musste. Laut Adressbuch von Österreich waren im Jahr 1938 in der Ortsgemeinde Sallingstadt ein Bäcker, ein Fleischer, drei Gastwirte, zwei Gemischtwarenhändler, ein Schmied, ein Schneider, ein Schuster, ein Schweinehändler, ein Tischler, ein Viehhändler, ein Zimmermeister und zahlreiche Landwirte ansässig. Die Eingliederung in die Großgemeinde Schweiggers erfolgte 1971. 1977–1980 wurde die Thaya im Ortsbereich reguliert.

### Siedlungsentwicklung
Zum Jahreswechsel 1979/1980 befanden sich in der Katastralgemeinde Sallingstadt insgesamt 78 Bauflächen mit 41.061 m² und 41 Gärten auf 11.894 m², 1989/1990 gab es 75 Bauflächen. 1999/2000 war die Zahl der Bauflächen auf 190 angewachsen und 2009/2010 bestanden 112 Gebäude auf 230 Bauflächen.

## Kultur und Sehenswürdigkeiten

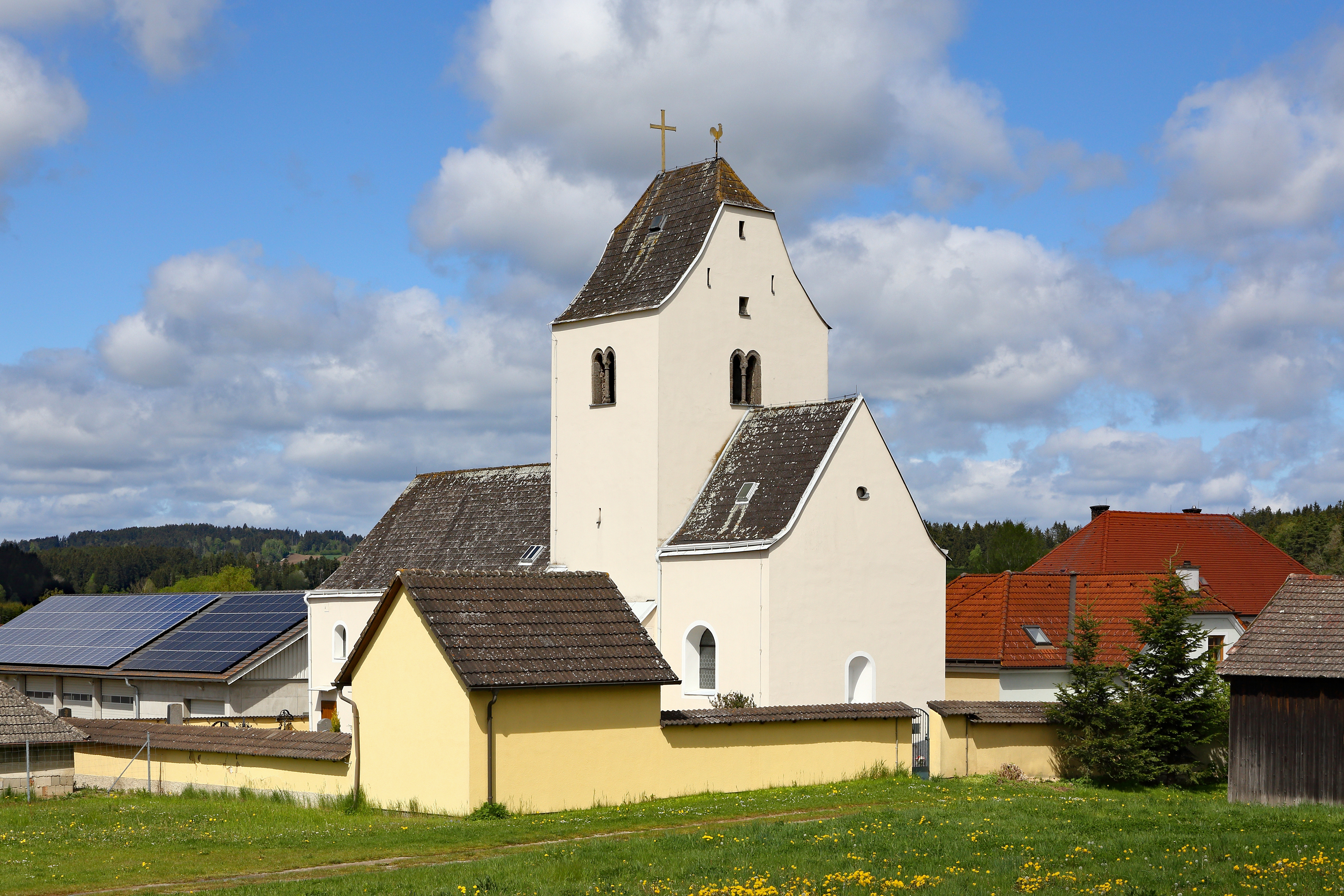
Pfarrkirche Sallingstadt

- Katholische Pfarrkirche Sallingstadt hl. Martin

## Wirtschaft und Infrastruktur

### Bodennutzung
Die Katastralgemeinde ist landwirtschaftlich geprägt. 466 Hektar wurden zum Jahreswechsel 1979/1980 landwirtschaftlich genutzt und 165 Hektar waren forstwirtschaftlich geführte Waldflächen. 1999/2000 wurde auf 447 Hektar Landwirtschaft betrieben und 173 Hektar waren als forstwirtschaftlich genutzte Flächen ausgewiesen. Ende 2018 waren 443 Hektar als landwirtschaftliche Flächen genutzt und Forstwirtschaft wurde auf 175 Hektar betrieben. Die durchschnittliche Bodenklimazahl von Sallingstadt beträgt 26,8 (Stand 2010).